# Alexandre de Marenches
Alexandre de Marenches (ur. 7 czerwca 1921 w Paryżu, zm. 2 czerwca 1995 w Monako) – francuski wysoki funkcjonariusz służb specjalnych, dyrektor generalny Służby Dokumentacji Wywiadu i Kontrwywiadu (SDECE) w latach 1970–1981.

## II wojna światowa
Podczas II wojny światowej jako 18-latek przystąpił do Résistance (ruchu oporu), potem przedostał się do Afryki Północnej i służył w siłach Wolnej Francji. Jako porucznik kawalerii (11 kompania pułku strzelców marokańskich) Francuskiego Korpusu Ekspedycyjnego dowodzonego przez gen. Alphonsa Juina brał udział w kampanii włoskiej w Abruzzach w 1944, następnie pełnił funkcję oficera francuskiej misji łącznikowej przy Naczelnym Dowództwie Alianckich Ekspedycyjnych Sił Zbrojnych, gdzie po raz pierwszy zetknął się z generałem Charles'em de Gaulle'em, ówczesnym przywódcą wolnych Francuzów, dla którego wkrótce zaczął pracować jako tłumacz.

## Powrót do Francji
Po II wojnie światowej powrócił do Francji do rodzinnej posiadłości w Normandii i z sukcesem zajął się interesami. Zajmował się także, jak to sam określił, zadaniami poufnej i delikatnej natury, zlecanymi mu przez rząd.

## Problemy SDECE
Po objęciu władzy we Francji przez Georges'a Pompidou w 1969 nowy prezydent nosił się z poważnym zamiarem rozwiązania niecieszącej się dobrą opinią SDECE; Marenches wyperswadował mu jednak ten pomysł i w konsekwencji sam został mianowany dyrektorem generalnym agencji. W chwili objęcia przez niego stanowiska szefa SDECE przypominała raczej organizację przestępczą i to na dodatek spenetrowaną na wylot przez agentów wywiadów krajów socjalistycznych, m.in. Związku Radzieckiego (I Zarządu Głównego KGB) i Polski (Departamentu I MSW).
Marenches stwierdził później, że:

Część agentów zajmowała się handlem tajnymi dokumentami, narkotykami i bronią, inni uwikłani byli w kidnaperstwo, morderstwa i wszelkiego rodzaju krwawe porachunki.

Jeffrey Richelson w wydanej w 1988 pracy pt. Foreign Intelligence Organizations pisze:

Personel, jakim Marenches dysponował, obejmował nader szerokie spektrum typów ludzkich – od gangsterów i faszyzujących gaullistów poczynając, na niekompetentnych wojskowych i agentach radzieckich kończąc.

Wstrząsanej kolejnymi skandalami SDECE nie ufał nikt – ani zwykli obywatele, ani politycy, tym bardziej, że mówiło się otwarcie o głębokim spenetrowaniu przez tajne służby komunistyczne, w największym stopniu przez radzieckie.

## Dyrektor generalny
Swoje urzędowanie na stanowisku dyrektora generalnego Marenches rozpoczął od czystek personalnych, których ofiarą padła znaczna część wyższych oficerów agencji, co w połączeniu z gruntowną reorganizacją pozwoliło z powrotem uczynić z SDECE w pełni profesjonalną służbę wywiadowczą. Proamerykańskie sympatie nowego dyrektora generalnego zaowocowały ściślejszą współpracą z Centralną Agencją Wywiadowczą (CIA), co nie przeszkodziło bynajmniej SDECE w prowadzeniu zakrojonego na szeroką skalę szpiegostwa przemysłowego przeciwko firmom amerykańskim. Inicjatywą Marenchesa było również porozumienie o współpracy zawarte ze służbami wywiadu Chin komunistycznych.
SDECE udało się trafnie przewidzieć inwazję wojsk radzieckich na Afganistan i to na długo przed inwazją w 1979. Marenches wzmocnił także znacznie pozycję agencji na Bliskim Wschodzie, utrzymując liczne i dobrze zakonspirowane agentury w Iranie. W 1979, podczas kryzysu związanego z zakładnikami amerykańskimi (4 listopada 1979 irańscy studenci zajęli ambasadę USA w Teheranie, biorąc zakładników wśród personelu), SDECE opracowała – odrzucony przez władze USA – plan porwania ajatollaha Chomeiniego i wymienienia go na uwięzionych w gmachach ambasady w Teheranie obywateli amerykańskich. Marenches pozostawał w bliskich stosunkach z prezydentem Stanów Zjednoczonych Ronaldem Reaganem i dyrektorem Centrali Wywiadu (tym samym szefem CIA) Williamem J. Caseyem. Jak sam przyznał później, był bliski omawiania z nimi rozpoczęcia przez kierowaną przez niego agencję Operacji Misquito, polegającej na stworzeniu przez SDECE w Afganistanie sieci handlarzy narkotyków, zaopatrujących radzieckich żołnierzy w środki odurzające wcześniej skonfiskowane na ulicach miast USA przez Drug Enforcement Agency DEA, agencji specjalizującej się w tym kierunku.

## Odejście z agencji
Marenches zachował swe stanowisko przez całą kadencję prezydenta Valéry'ego Giscarda d'Estaing i przez pierwsze miesiące prezydentury jego następcy François Mitterranda. Po odejściu z SDECE Marenches zajął się doradztwem prywatnym, a na stanowisku dyrektora generalnego agencji zastąpił go Pierre Marion.
Marenches jest autorem napisanej wspólnie z Davidem A. Andelmanem pracy wydanej w 1992 pt. The Fourth World War: Diplomacy and Espionage in an Age of Terrorism; na język polski można to przetłumaczyć jako Czwarta wojna światowa, dyplomacja i szpiegostwo w latach terroryzmu.
...fanatycy religijni, terroryści i handlarze narkotyków z południa – w tym Iran, Libia, Syria – prowadzą swego rodzaju wojnę z państwami północy, które powinny zatem połączyć wysiłki w zwalczaniu tego zagrożenia.